# Бібліотечна справа. Бібліотекознавство. Бібліографознавство: зведений каталог нових надходжень
«Бібліотечна справа. Бібліотекознавство. Бібліографознавство: зведений каталог нових надходжень до провідних бібліотек Харкова» —  бібліографічний покажчик, який містить інформацію про документи з дисциплін соціально-комунікаційного циклу, що надходять до провідних наукових та публічних бібліотек, бібліотек вищих навчальних закладів Харкова за поточний рік. Головним координатором проекту є Харківська державна наукова бібліотека ім. В. Г. Короленка.

## Історія
Видання щоквартальника «Бібліотечна справа. Бібліотекознавство. Бібліографознавство» розпочалося у 1993 р., до 1995 р. здійснювалося силами лише Харківської державної наукової бібліотеки ім. В. Г. Короленка у вигляді бібліографічного списку. У зв'язку з погіршенням комплектування бібліотек з'явилася нагальна потреба у виданні, яке б розкривало не лише фонди ХДНБ, але й фонди інших бібліотек — провідних методичних центрів. У 1996 р. розпочато видання унікального (єдиного в Україні) зведеного каталогу нових надходжень до провідних бібліотек Харкова «Бібліотечна справа. Бібліотекознавство. Бібліографознавство».
Перший випуск мав назву «Бібліотечна справа. Бібліотекознавство. Бібліографознавство: зведений каталог нових надходжень до провідних бібліотек Харкова», яка збереглася і понині. Але в 1996 р. випуски каталогу мали й інші назви: «Бібліотечна справа. Бібліотекознавство. Бібліографознавство. Інформатика», «Інформатика. Книговидавнича справа. Бібліотекознавство. Бібліографознавство», «Інформатика. Видавнича справа. Бібліотекознавство. Бібліографознавство».
Мета покажчика — оперативне інформування науковців та фахівців бібліотечно-інформаційної справи, аспірантів, студентів вищих навчальних закладів документально-інформаційного профілю про нові надходження документів з бібліотечної справи, інформатики, документознавства та інших суміжних галузей до провідних бібліотек Харкова.
Учасниками першого випуску були 10 бібліотек різних систем та відомств м. Харкова: Харківська державна наукова бібліотека імені В. Г. Короленка, Центральна наукова бібліотека державного університету ім. О. М. Горького (нині — Центральна наукова бібліотека Харківського національного університету ім. В. Н. Каразіна), Харківська обласна універсальна наукова бібліотека, Харківська обласна бібліотека для юнацтва, Харківська обласна бібліотека для дітей, Бібліотека Харківського державного інституту культури (нині — Бібліотека Харківської державної академії культури), Харківська наукова медична бібліотека, Фундаментальна бібліотека державного аграрного університету (нині — Фундаментальна бібліотека Харківського національного аграрного університету ім. В. В. Докучаєва), Бібліотека Харківського обласного інституту удосконалення вчителів (згодом — Кабінет науково-педагогічної інформації при Харківському обласному інституті удосконалення вчителів, нині — Харківський обласний навчально-методичний центр підвищення кваліфікації працівників культурно-освітніх закладів), Центральна міська бібліотека.
У кумулятивному випуску за 1996 р. долучилася до співпраці Науково-технічна бібліотека Харківського центру науково-технічної та економічної інформації (нині — Харківський центр науково-технічної та економічної інформації).
У 2015 р. каталог створюється силами 15 бібліотек-учасниць. До початкового списку долучилися: Бібліотека Комунального вищого навчального закладу «Харківська академія неперервної освіти», Центр науково-гуманітарної інформації Харківського гуманітарного університету «Народна українська академія», Науково-технічна бібліотека Національного технічного університету «Харківський політехнічний інститут», Наукова бібліотека Національного юридичного університету імені Ярослава Мудрого, Наукова бібліотека Харківського Національного університету радіоелектроніки. Наразі серед учасників проекту відсутній Харківський центр науково-технічної та економічної інформації.
Укладачами зведеного каталогу в різні роки були працівники науково-методичного відділу ХДНБ ім. В. Г. Короленка (нині — відділ науково-методичної роботи): Л. В. Глазунова, О. П. Куніч, О. П. Скорик, Н. І. Капустіна, І. А. Карнаух, В. Ю. Гаркавець, Н. І. Вологжина, Н. О. Шалаєва, В. В. Щабельник. З 2014 р. підготовку бібліографічного посібника здійснюють фахівці кабінету бібліотекознавства ім. Л. Б. Хавкіної.
До 2013 р. випуски каталогу видавалися щокварталу. Останній випуск кумулював інформацію про нові надходження до бібліотек за рік. Два роки поспіль (2013, 2014) зведений каталог виходить як щорічник. Через нестачу коштів бібліографічний покажчик за 2013 р. існує тільки в електронному вигляді.
З 2007 р. відділом науково-методичної роботи ХДНБ ім. В. Г. Короленка розпочато ведення локальної бази даних «Бібліотечна справа. Бібліотекознавство: зведений каталог нових надходжень до провідних бібліотек Харкова», доступної у кабінеті бібліотекознавства ім. Л. Б. Хавкіної. Згодом база даних була перейменована у зв'язку із сучасним уявленням бібліотекознавства, бібліографознавства та книгознавства як складової частини системи соціальних комунікацій. Нині оперативність інформації забезпечується постійним поповненням бази даних «Соціальні комунікації: зведений каталог надходжень до бібліотек Харкова», яка представлена з 2013 р. на сайті ХДНБ ім. В. Г. Короленка.

## Структура та зміст покажчика
Каталог постійно трансформувався з огляду на потреби та реалії часу. З 1997 р. доповнився документами іноземними мовами, з 2004 відображається друкована продукція та її аналоги в електронному вигляді. Розкрито зміст найбільш вагомих збірників та матеріалів конференцій, орієнтовано бібліотечну спільноту на фахові мережеві електронні ресурси. Останній випуск за 2014 р. містить бібліографічні описи друкованих видань, електронних ресурсів та неопублікованих документів (дисертацій) українською, російською, білоруською, польською, сербохорватською, німецькою та англійською мовами з соціальних комунікацій, бібліотекознавства, бібліографознавства, інформатики, документознавства, книгознавства, журналістики, видавничої діяльності, музейної та архівної справи, що надійшли до провідних бібліотек Харкова у 2013 р..
В основу систематизації матеріалу каталогу покладено таблиці ББК для наукових бібліотек. У межах розділів описи розміщено за алфавітом. Використовується система посилань. Бібліографічний опис документів здійснено згідно з чинними державними стандартами.